# ウィング (建築)

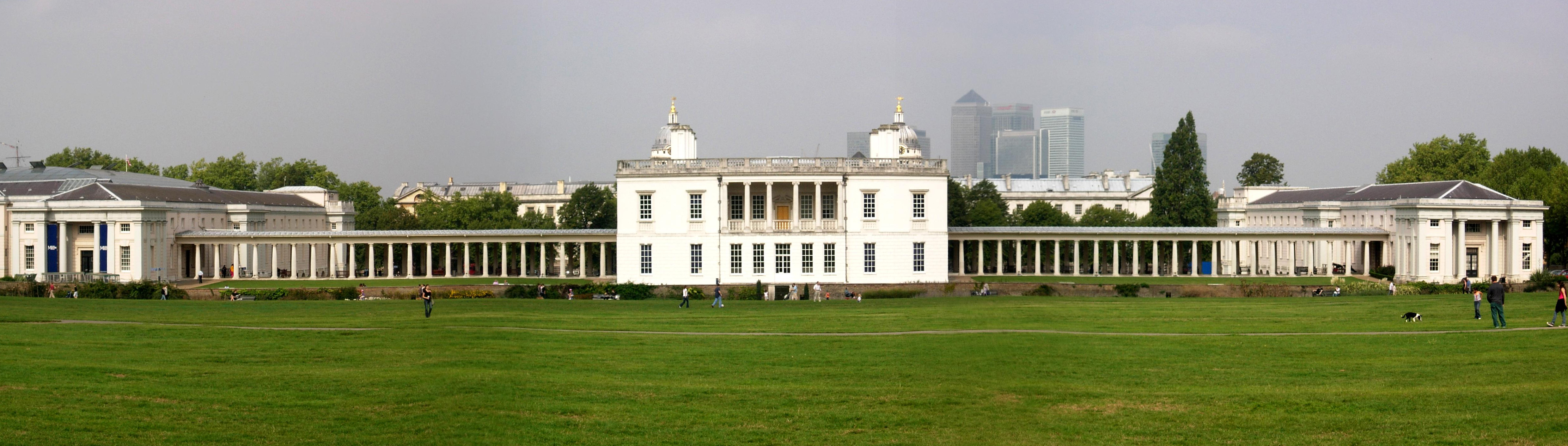
イギリス・グリニッジのクイーンズ・ハウスは中央の家（1635年建設）をコロネードで、後の左右のウィング（1807年）とつなげている。

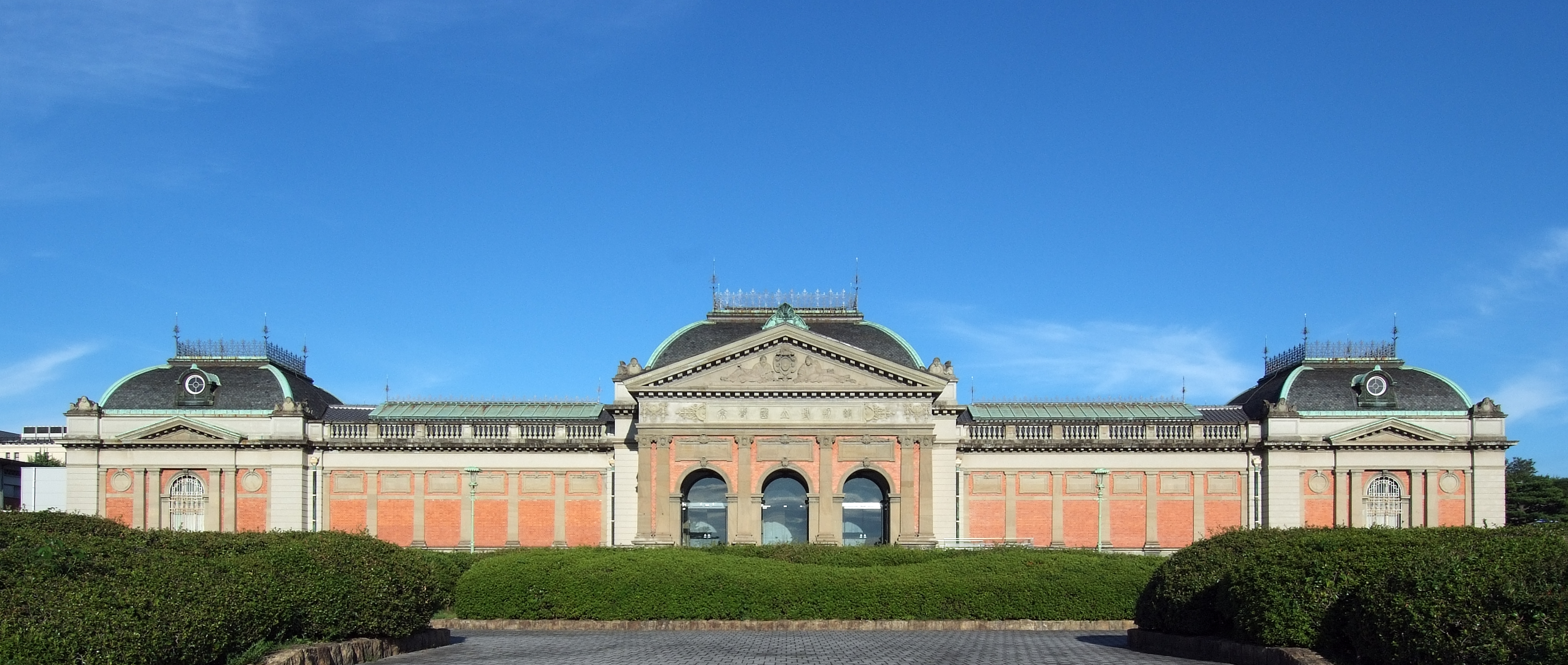
京都国立博物館でも左右のウィングがある。

建築用語におけるウィング（英語: Wing in architecture）および右翼・左翼（うよく・さよく）とは、主たる建築物に従属した部分をいう。通常、左右に翼状に伸ばした鳥の羽（wing）のようになるため、そう呼ばれる。単に翼（よく）と呼ばれたり、翼棟（よくとう）、袖廊（しゅうろう）などとも呼ばれる。
主たる建築物に後程追加する場合も、初めから左右にウィングを付けて建築する場合もある。
欧米では、ヴェルサイユ宮殿、ラテラノ宮殿、サンスーシ宮殿などにその例が見られる。アメリカ合衆国議会議事堂では右翼（向かって右側）に上院、左翼（向かって左側）に下院があり、またホワイトハウスのイーストウイング・ウエストウイングも有名である。
日本では、京都国立博物館、聖徳記念絵画館などに左右のウィングがあり、国会議事堂には右翼に衆議院が、左翼に参議院がある。

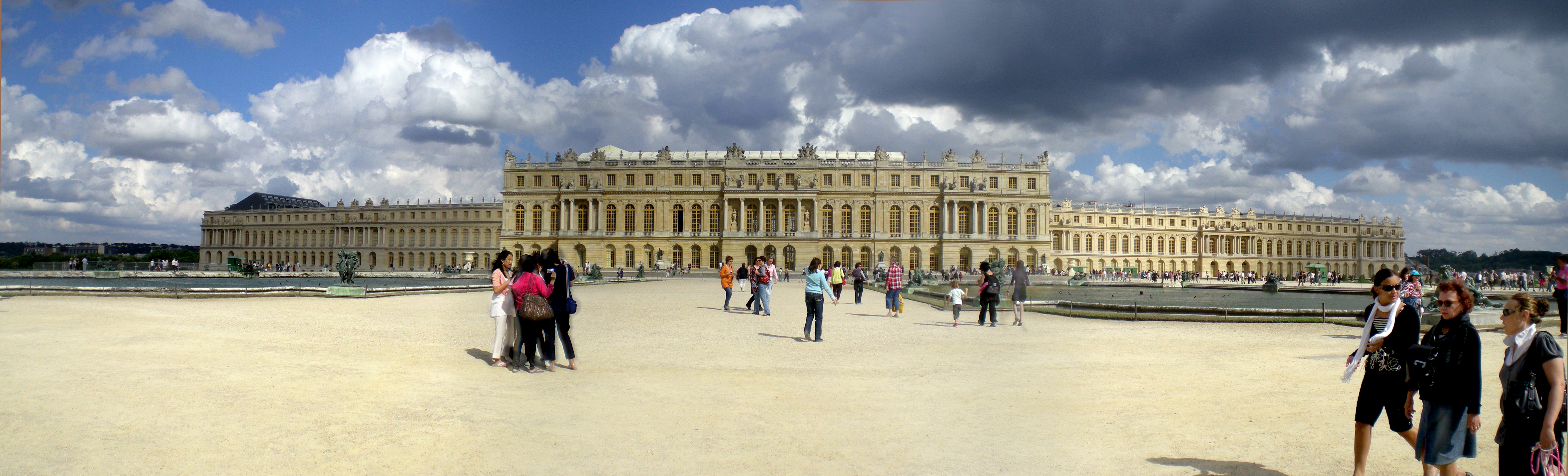
フランス・ヴェルサイユ宮殿のパノラマ